# Julio Carrilero
Julio Carrilero Prat (Albacete, 1891-Albacete, 1974) fue un arquitecto español.

## Biografía

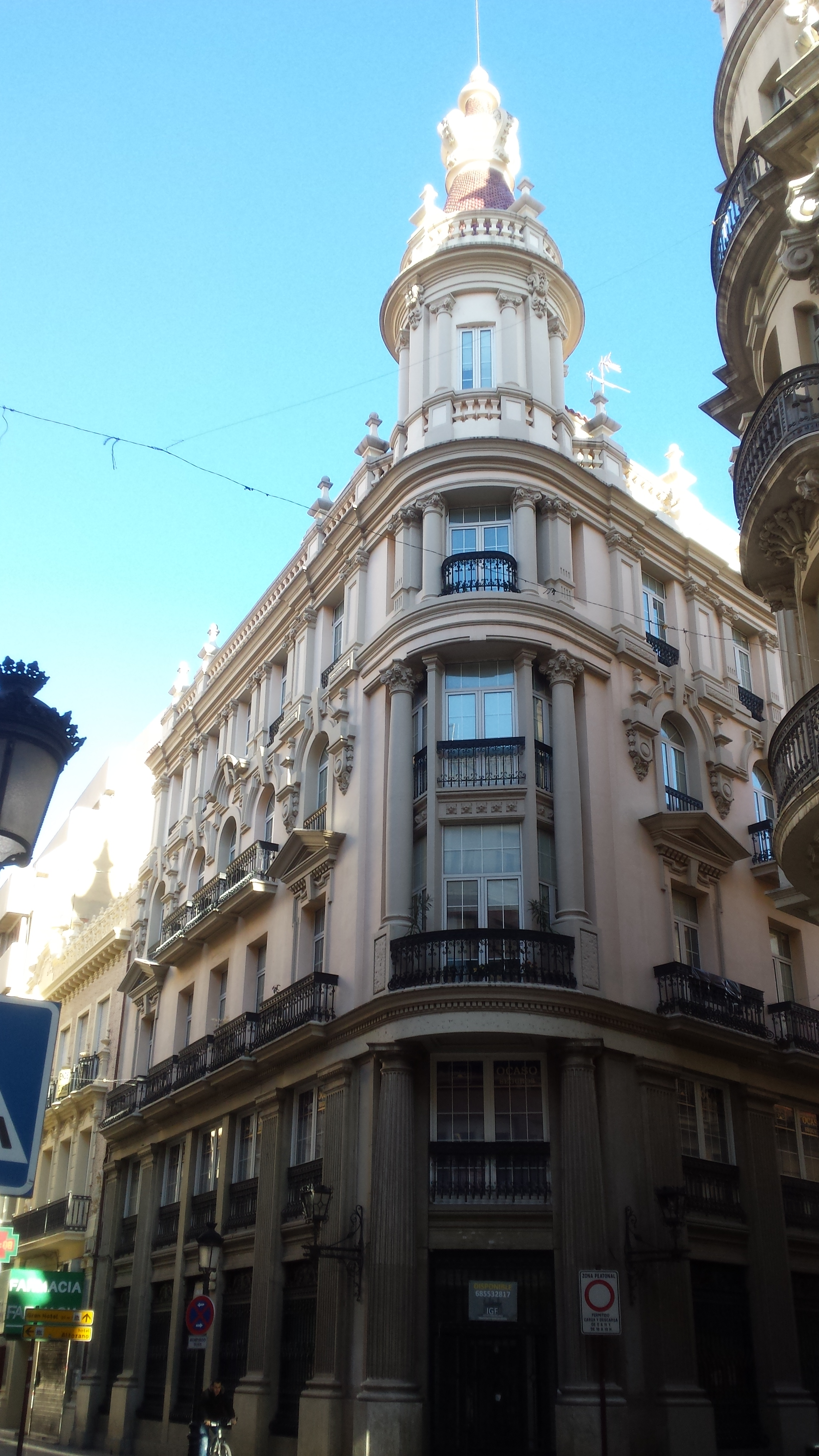
Casa Julia Gómez Alfaro (1926), Albacete

Nacido el 16 de julio de 1891 en Albacete, era hijo del pintor Julio Carrilero Gutiérrez. Fue padre de Manuel Carrilero de la Torre, también arquitecto.  Fue arquitecto municipal de Albacete entre 1919 y 1927 y arquitecto provincial entre 1928 y 1961. Falleció el 30 de enero de 1874 en Albacete.

## Obras
Carrilero fue el autor del Plan de Ensanche de la década de 1920 y de numerosos edificios en la capital albaceteña entre los que se encuentran los siguientes:
- Plaza de toros de Albacete (1917)
- Hotel Regina (1919)
- Edificio BBVA (1920)
- Edificio de la Cruz Roja (1921)
- Casa de Canciano López (1921)
- Depósitos del Sol (1921)
- Chalet Fontecha (1922)
- Edificio Banesto (1922)
- Instituto Bachiller Sabuco (1923)
- Colegio Notarial (1925)
- Edificio Bancaja (1926)
- Casa Julia Gómez Alfaro (1926)
- Casino Primitivo de Albacete (1927)
- Instituto de Higiene (1928)